# بيدرو كاستيلانو
بيدرو كاستيلانو (بالإسبانية: Pedro Castellano)‏ هو لاعب كرة قاعدة فنزويلي، ولد في 11 مارس 1970 في باركيسيميتو في فنزويلا.

## وصلات خارجية
- بيدرو كاستيلانو على موقع الدوري الياباني لكرة القاعدة (الإنجليزية)
- بيدرو كاستيلانو على موقعبيزبول رفرنس.كوم (الدوري الرئيسي) (الإنجليزية)
- بيدرو كاستيلانو على موقعبيزبول رفرنس.كوم (الدوري الثانوي) (الإنجليزية)
- بيدرو كاستيلانو على موقع مشجعي الرسوم البيانية (الإنجليزية)